# ハイリックス
ハイリックス（英: hylics）は、物質主義者たち・唯物論者たちを意味する言葉。単数形はハイリック（hylic 物質主義者）であり、その同義語はサーキック（sarkic 肉体主義者）、ソマティック（somatic 身体論者）など。語源はギリシャ語の「ヒュレー」（hyle 物質）。
ハイリックの対義語はサイキック（psychic 霊能者・精神主義者・超能力者）であり、語源はギリシャ語の「プシュケー」（psyche 魂）。
グノーシス主義的な信仰体系の中において、ハイリックス（hylics）とはソマティックス（somatics）とも呼ばれる者たちであり、人間の三種類の中で最下位だった。他の二種類はサイキックス〔心魂〕とニュマティックス〔霊気〕だった。つまり人類〔人間性〕を形づくっているものとは、物質に束縛されている存在たち〔ハイリックス〕と、物質に宿る心魂たち〔サイキックス〕と、物質に縛られないまたは実体の無い霊気たち〔ニュマティックス〕だった。
ハイリックス〔ソマティックス〕は、完全に物質に束縛されていると見なされていた。物質や物質的世界は悪であると、グノーシス主義者たちによって考えられていた。 物質的な世界は創造主〔デミウルゴス〕によって創られたものである。創造主〔デミウルゴス〕は、とある例では、盲目の狂った神である。その他の例では、反抗的な天使たちの軍勢である。そして物質的な世界とは、霊的な思考〔エンノイア〕に対する罠として創られたものである。隠された知識（グノーシス）に助けられて物質的世界から逃げることは、（霊的な）人間の義務だった。
ハイリックスは人間の形をしているが、食事・睡眠・交尾やクリーチャー的〔獣・生物・怪物・被造物的〕な快適さ等の物質的世界にすっかり入れ込んでいた。そのため、悲運から逃れられないのだと見なされていた。ニュマティックスは、自分は秘奥義〔秘密の知識〕によって物質的世界の悲運から逃げ出しつつある、と認識していた。ハイリックスは理解能力が無い、と考えられていた。
こうした精神的動態についての考察例としては、『ユダの福音書』を参照。これはグノーシス的なテキストとして信じられていた。『福音書』の推定では、イエス・キリストはニュマティックであり、他の非知識的（非グノーシス的）な弟子たちはハイリックである。